# Mangaanstaal
Mangaanstaal of hadfieldstaal is een legering met een hoge sterkte die bestaat uit staal en mangaan. Dit is een zeer sterke legering en biedt weerstand tegen grote krachten.
De staalsoort is als een van de eerste legeringen in 1882 uitgevonden door Sir Robert Hadfield, een Engelse metallurg.